# Paisagem urbana

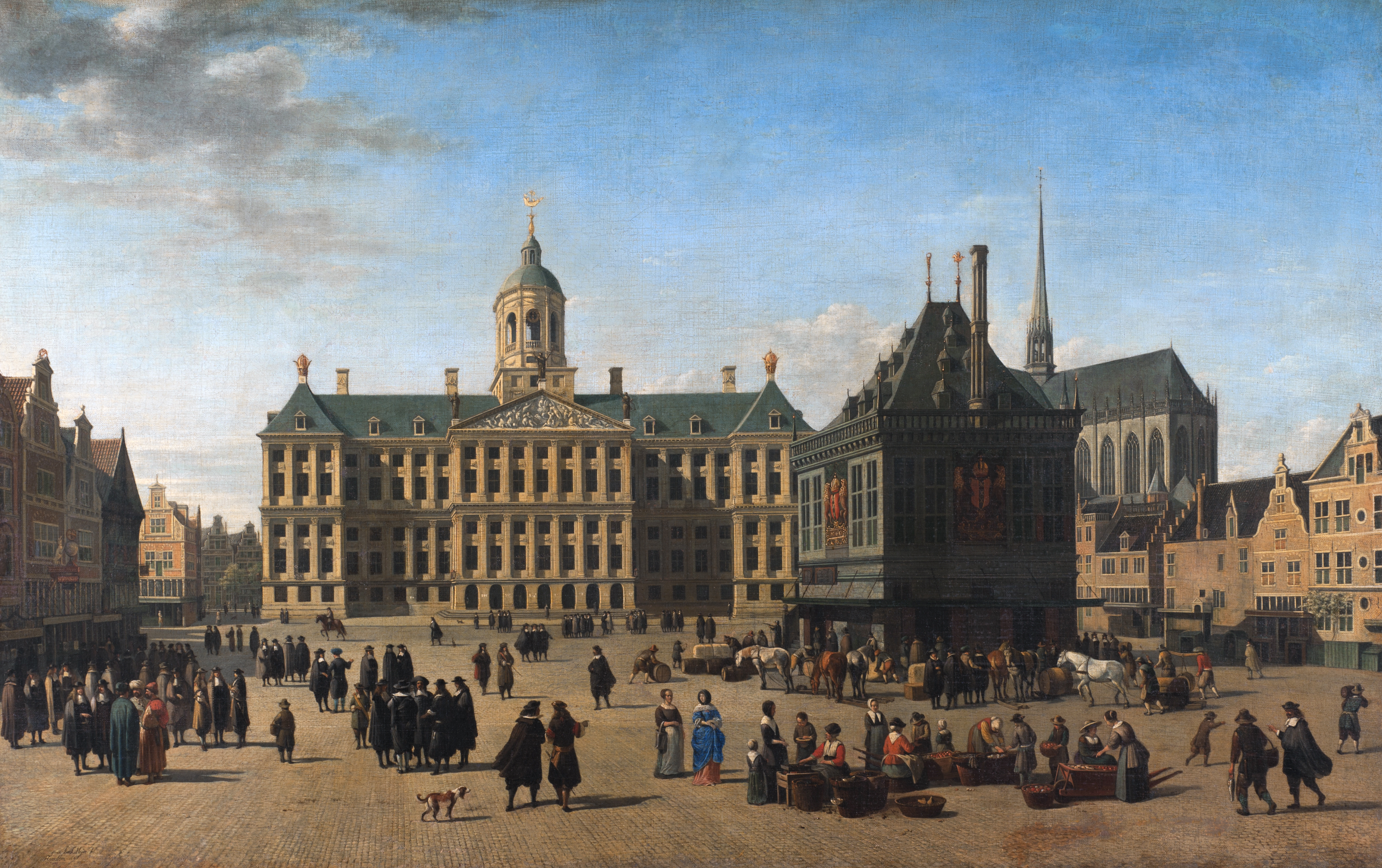
A Praça Dam em Amesterdão, por Gerrit Berckheyde, c. 1660

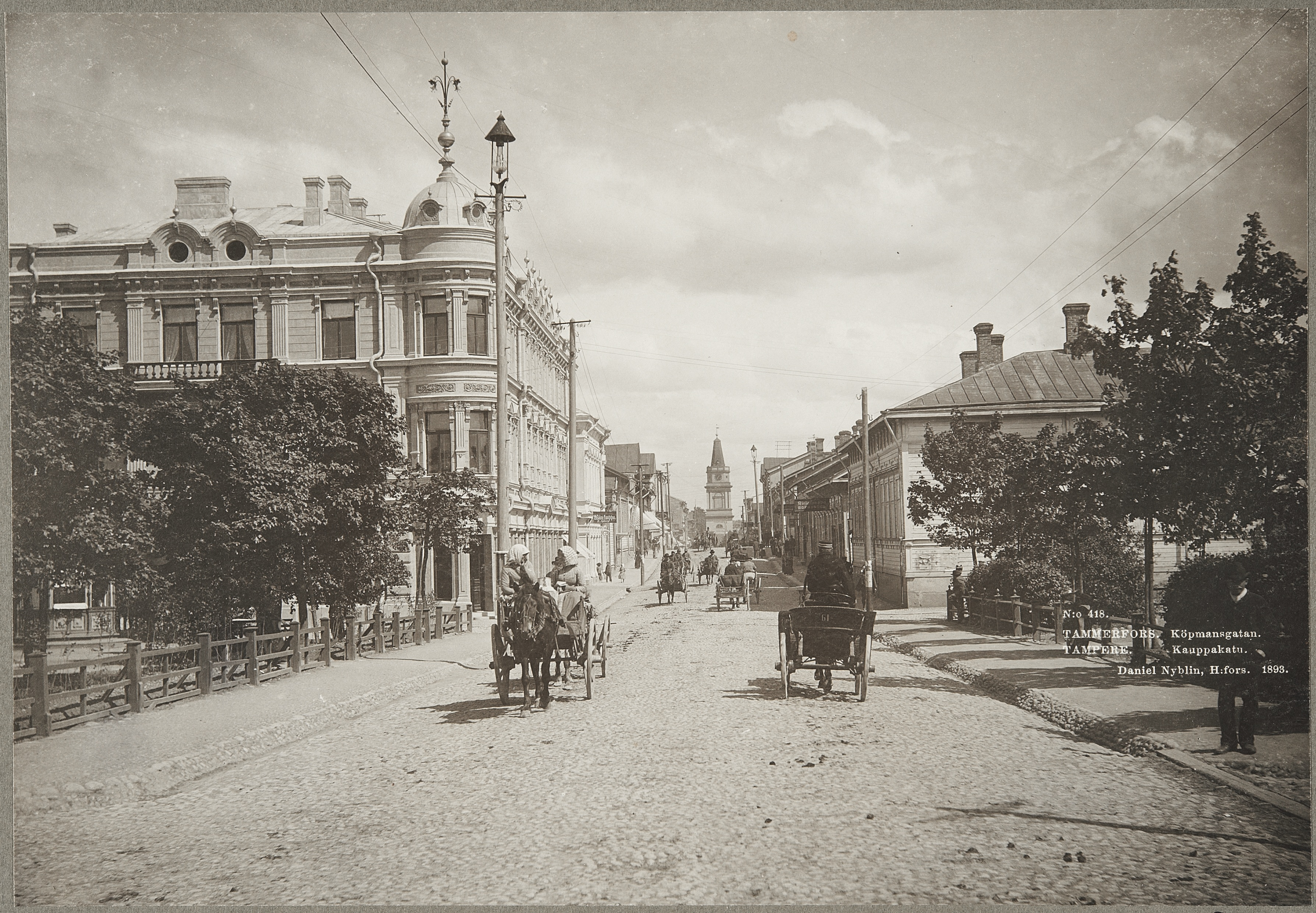
Tampere, Finlândia na década de 1890

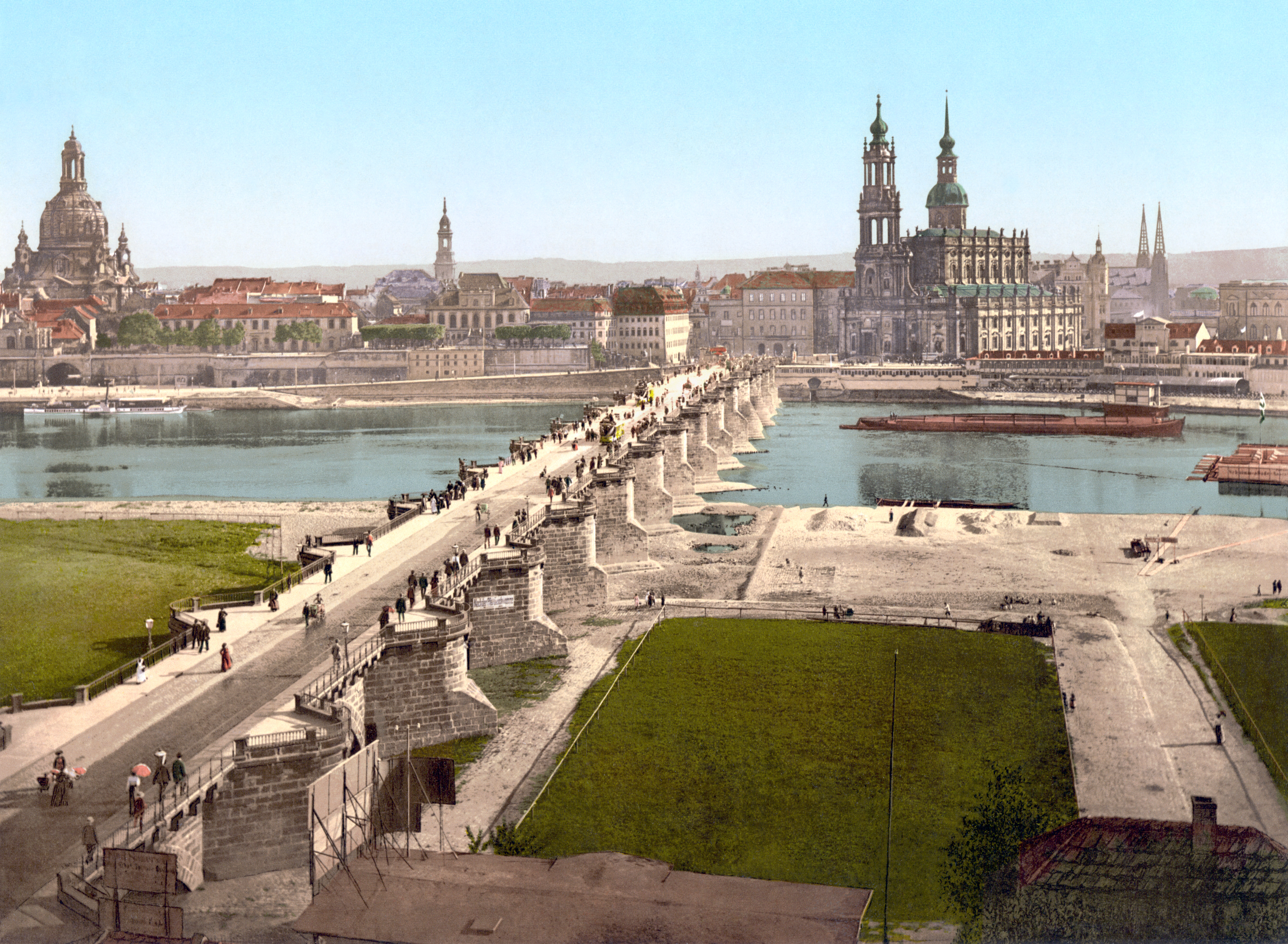
Dresden, Alemanha na década de 1890

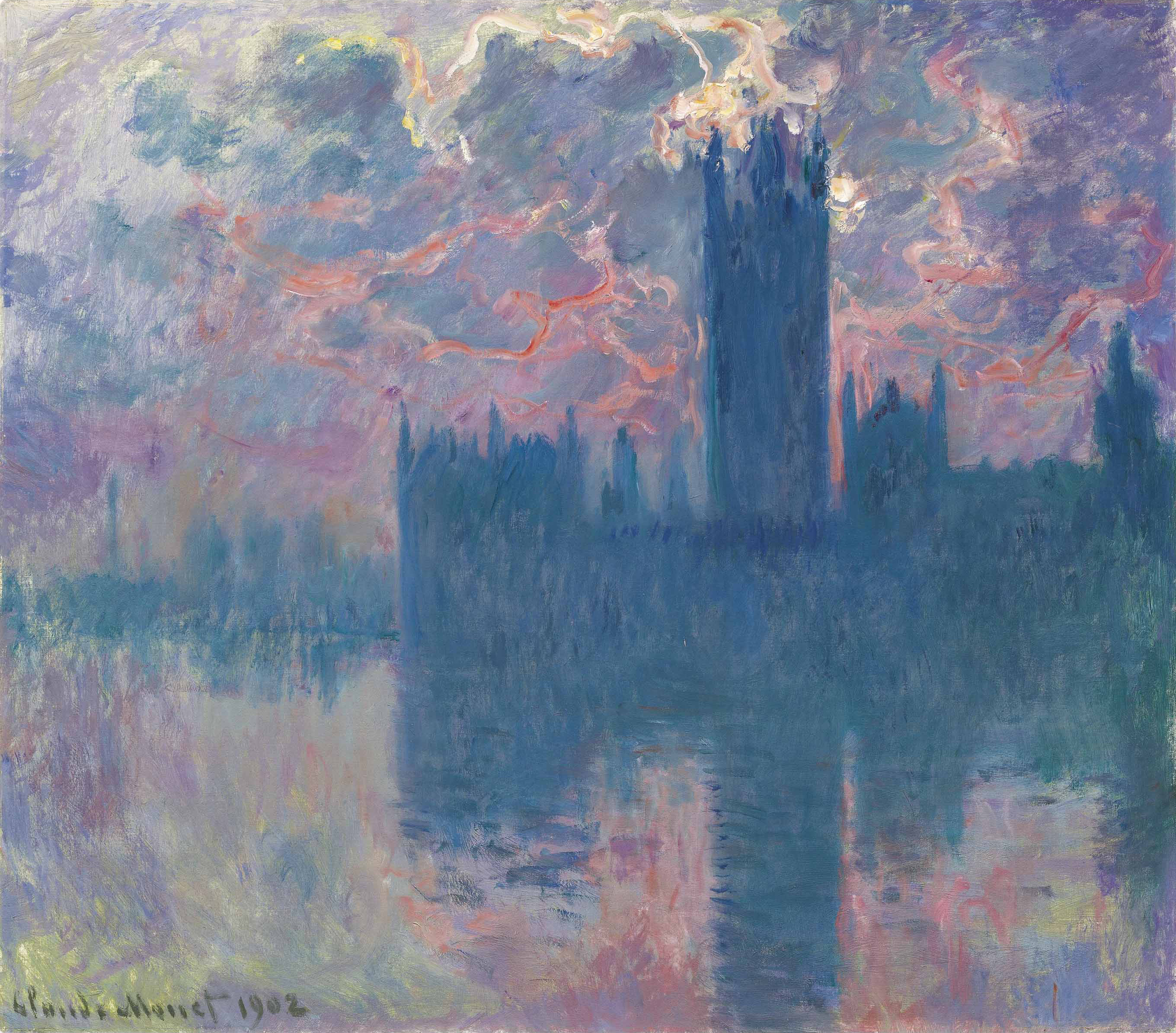
Casas do Parlamento, Sunset, 1902, de Claude Monet

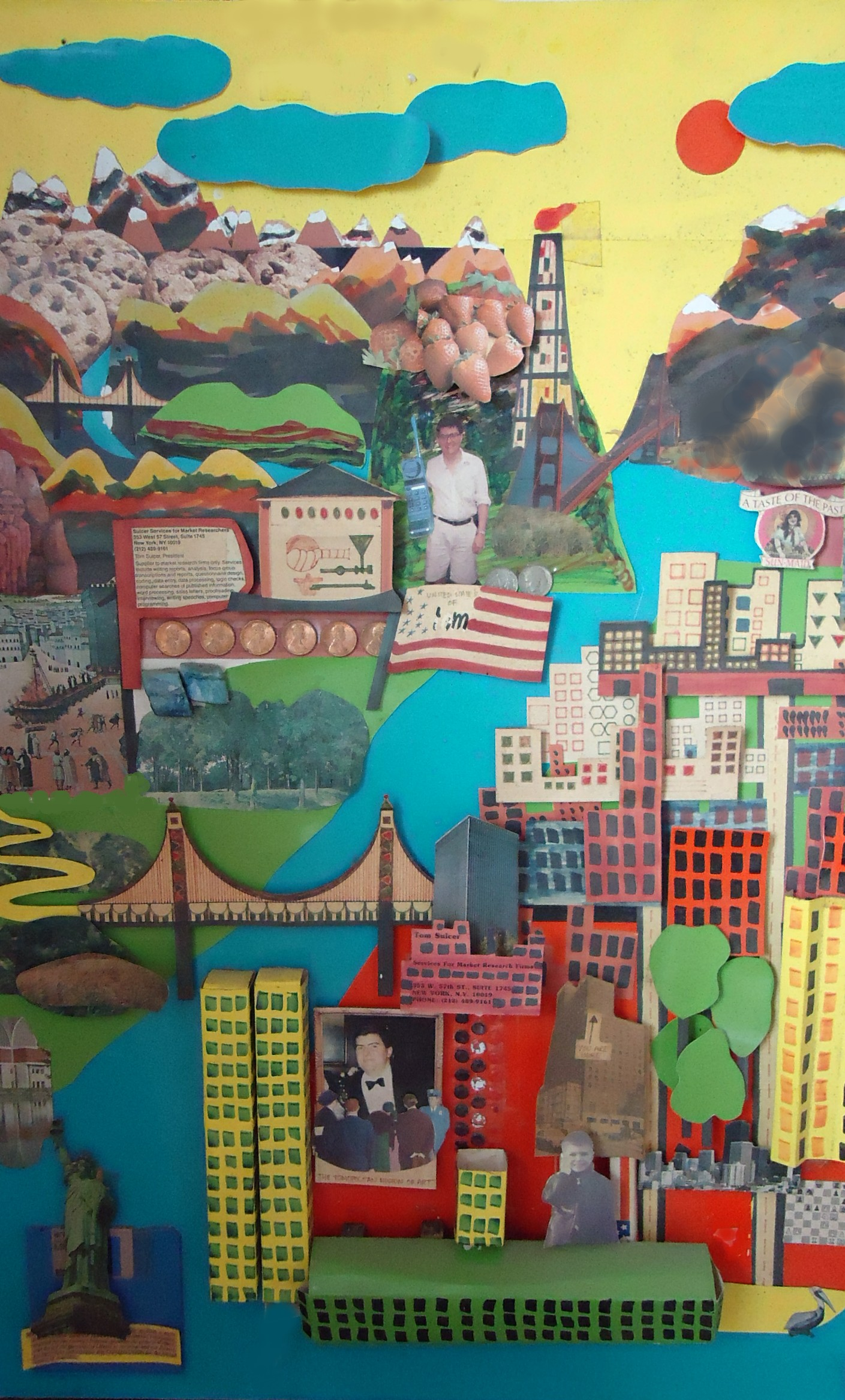
Arquitetura de Nova Iorque na década de 1980

Nas artes visuais, uma paisagem urbana é uma representação artística, como uma pintura, desenho, impressão ou fotografia, dos aspectos físicos de uma cidade ou área urbana. É o equivalente urbano de uma paisagem. No desenho urbano, o termo referem-se à configuração das formas construídas e do espaço intersticial.